# كريس غارنو
كريس غارنو (بالإنجليزية: Chris Garneau)‏ هو ملحن وعازف بيانو وموسيقي وكاتب أغاني ومغن مؤلف أمريكي، ولد في 5 نوفمبر 1982 في بوسطن في الولايات المتحدة.

## وصلات خارجية
- الموقع الرسمي
- كريس غارنو على موقع IMDb (الإنجليزية)
- كريس غارنو على موقع ميوزك برينز (الإنجليزية)
- كريس غارنو على موقع أول ميوزيك (الإنجليزية)
- كريس غارنو على موقع ديسكوغز (الإنجليزية)